# Samuel David Dealey
Samuel David Dealey (ur. 13 września 1906 w Dallas, zm. 24 sierpnia 1944 k. Luzonu na wodach Filipin) – komandor porucznik United States Navy, dowódca okrętów podwodnych podczas wojny na Pacyfiku. Dowodząc okrętem USS „Harder” (SS-257) podczas prowadzonej na tym akwenie wojny podwodnej, zdobył uznanie jako jeden z najskuteczniejszych dowódców amerykańskiej floty podwodnej. Zyskał miano „Zabójcy niszczycieli” za sprawą zatopienia czterech japońskich jednostek tej klasy, w tym trzech w ciągu 3 dni.

## Życiorys
Samuel David Dealey Junior urodził się 13 września 1906 w prominentnej rodzinie teksańskiej, jako najmłodsze z pięciorga dzieci swoich rodziców. Jego ojciec zmarł, gdy Samuel skończył sześć lat. Później przez pewien czas mieszkał w Santa Monica w Kalifornii i tam rozpoczął naukę w szkole średniej. Powrócił jednak do Dallas, gdzie ukończył Oak Cliff High School. Następnie przez dwa lata studiował na tamtejszym Southern Methodist University. Przerwał jednak studia uniwersyteckie i w 1925 wstąpił do Akademii Marynarki Wojennej w Annapolis. Z powodu słabych wyników w nauce z zakresu matematyki i chemii, został zmuszony do opuszczenia uczelni, do której jednak powrócił rok później i ukończył ją w 1930.
W tym samym roku poślubił Edwinę Vawter, co było wydarzeniem niezwykłym w marynarce amerykańskiej, gdyż absolwenci uczelni zobowiązani byli zwykle do służby przez co najmniej dwa lata przed zawarciem małżeństwa. Rok później narodziła się pierwsza córka Dealeyów – Joan. Dwa lata później przyszedł na świat syn – David, zaś w 1941 druga córka – Barbara Lee.

### Kariera wojskowa
Przed objęciem dowództwa swojego finalnego okrętu, pełnił służbę na kilku jednostkach, zaczynając od pancernika USS „Nevada”. Motywowany jednak perspektywą spędzania dłuższego czasu na lądzie (niż nawodniacy) z rodziną oraz zwiększenia poborów, w 1934 złożył wniosek o skierowanie go do szkoły okrętów podwodnych (Submarine School) w Groton. Po jej ukończeniu, został skierowany na Hawaje, gdzie służył na kilku okrętach podwodnych. 5 kwietnia 1940 objął stanowisko zastępcy dowódcy niszczyciela USS „Reuben James”, który 31 października 1941 – kilka miesięcy po opuszczeniu jednostki przez Dealeya – stał się pierwszym zatopionym przez marynarkę niemiecką okrętem amerykańskim w II wojnie światowej.
Wiosną 1941 objął swój pierwszy okręt podwodny, USS S-20 (SS-125), którym dowodził niemal dwa lata. 2 grudnia 1942 został dowódcą USS „Harder”, okrętu podwodnego nowego typu – „Gato”. 24 sierpnia 1944 okręt wraz z całą załogą został zatopiony w pobliżu wyspy Luzon na wodach Filipin.
Po przeprowadzonej w okresie powojennym weryfikacji, komandorowi porucznikowi Dealeyowi oficjalnie przyznano zatopienie szesnastu jednostek japońskich, o łącznym tonażu 54 000 ton.
Daley został pośmiertnie odznaczony przez Kongres Stanów Zjednoczonych Medalem Honoru. Uhonorowano nim zaledwie siedmiu oficerów broni podwodnej.